# 夏威夷擬花鮨
夏威夷擬花鮨，又稱夏威夷擬花鱸，為輻鰭魚綱鱸形目鱸亞目鮨科的其中一種，分布於中東太平洋的夏威夷群島海域，棲息深度26-68公尺，體長可達7.7公分，棲息在礁石區，為底棲性魚類，屬肉食性，生活習性不明。

## 擴展閱讀
維基物種上的相關：夏威夷擬花鮨